# 君实生物
君实生物（上交所：688180）是中華人民共和國一家生物药品制药公司。

## 历史
2012年12月成立。2015年8月13日挂牌新三板。在中共當局實施集中带量采购、国家医保谈判产品大幅降价後，君实生物毛利率有所下降。

## 外部連結
- 官方网站